# Naviforme

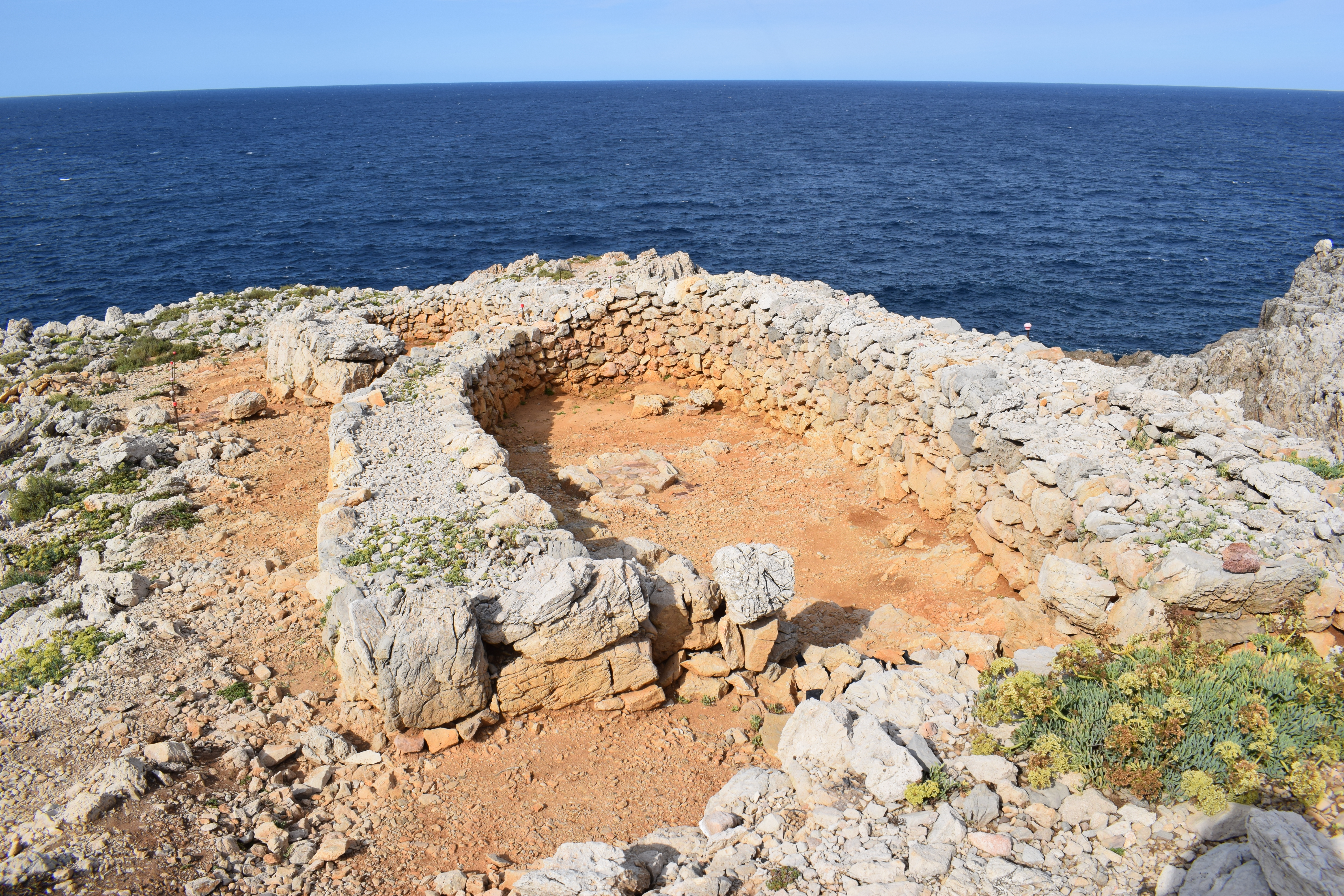
Naviforme in der Küstensiedlung von Cala Morell, Menorca

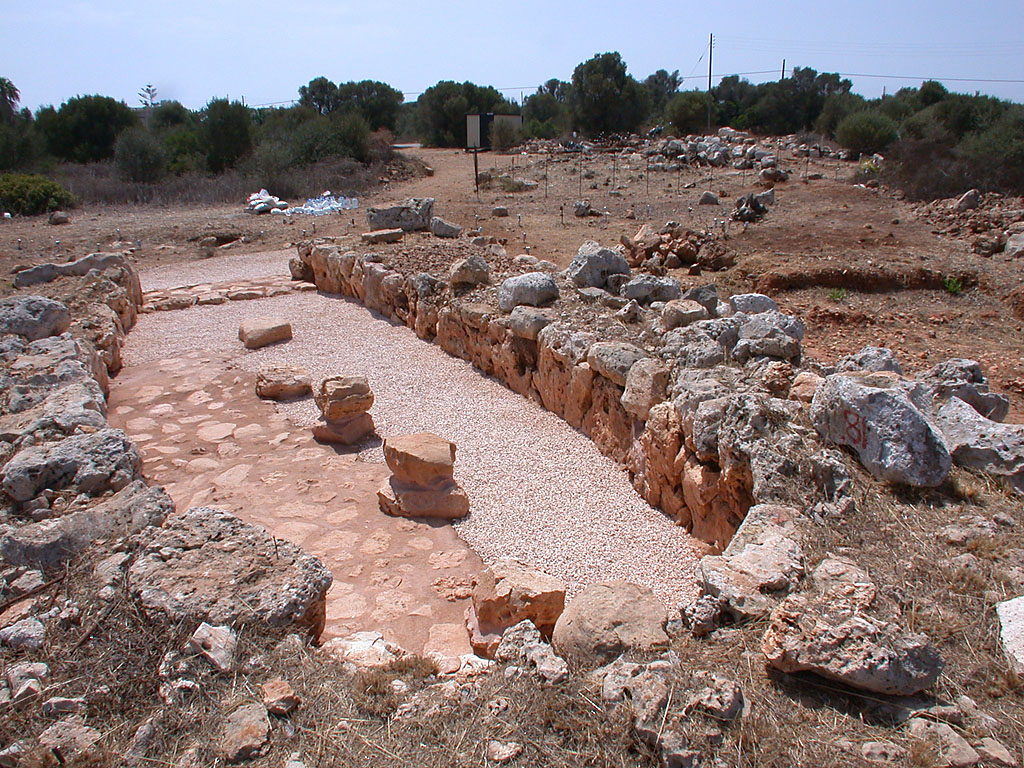
Naviforme Closos de Can Gaià, Mallorca

Naviformes (ältere Bezeichnungen Navetiformes und Wohnnavetas, katalanisch navetes d’habitació) sind bronzezeitliche Wohngebäude mit hufeisenförmigem Grundriss, die auf den Inseln Mallorca und Menorca gefunden wurden. Radiokarbonanalysen datieren die meisten in die Zeit von 1420 bis 1110 v. Chr. Nach den in Zyklopenbauweise errichteten Gebäuden ist der gleichnamige Abschnitt der balearischen Vorgeschichte (etwa 1600 bis 1050 v. Chr.) benannt.

## Bauweise

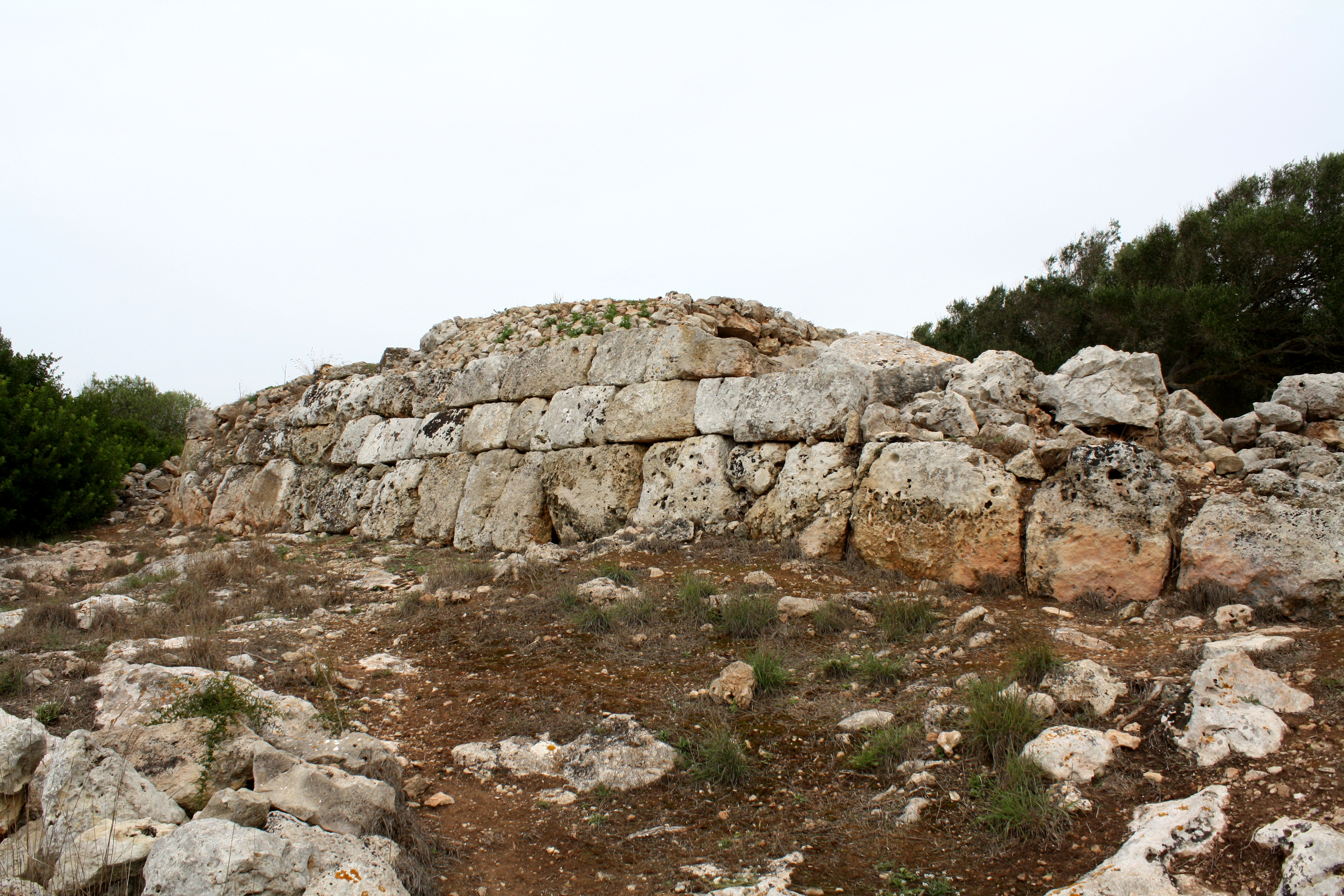
Außenwand der Cova des Moro, Son Mercer de Baix, Menorca

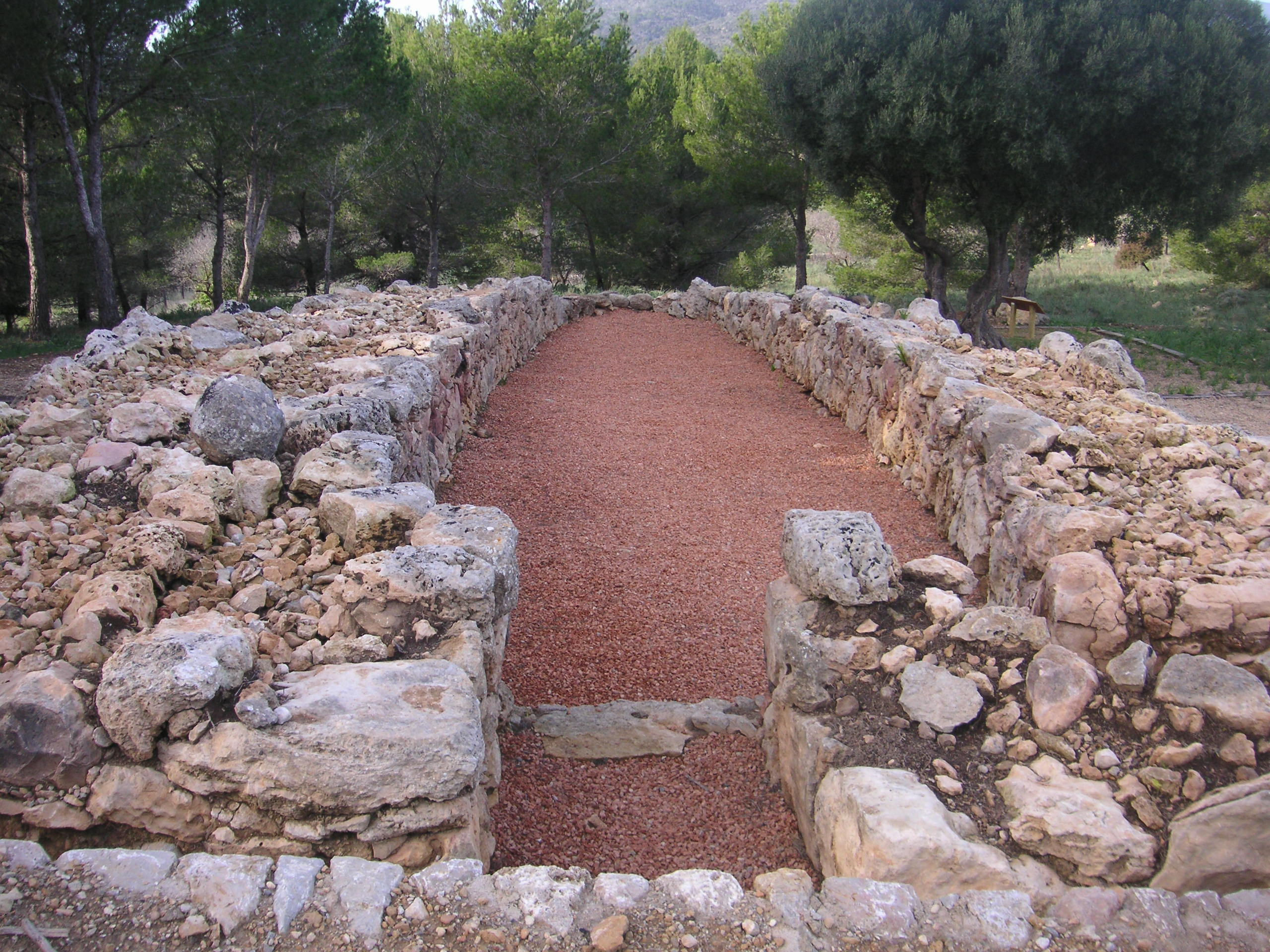
Naviforme von Alemany, Mallorca

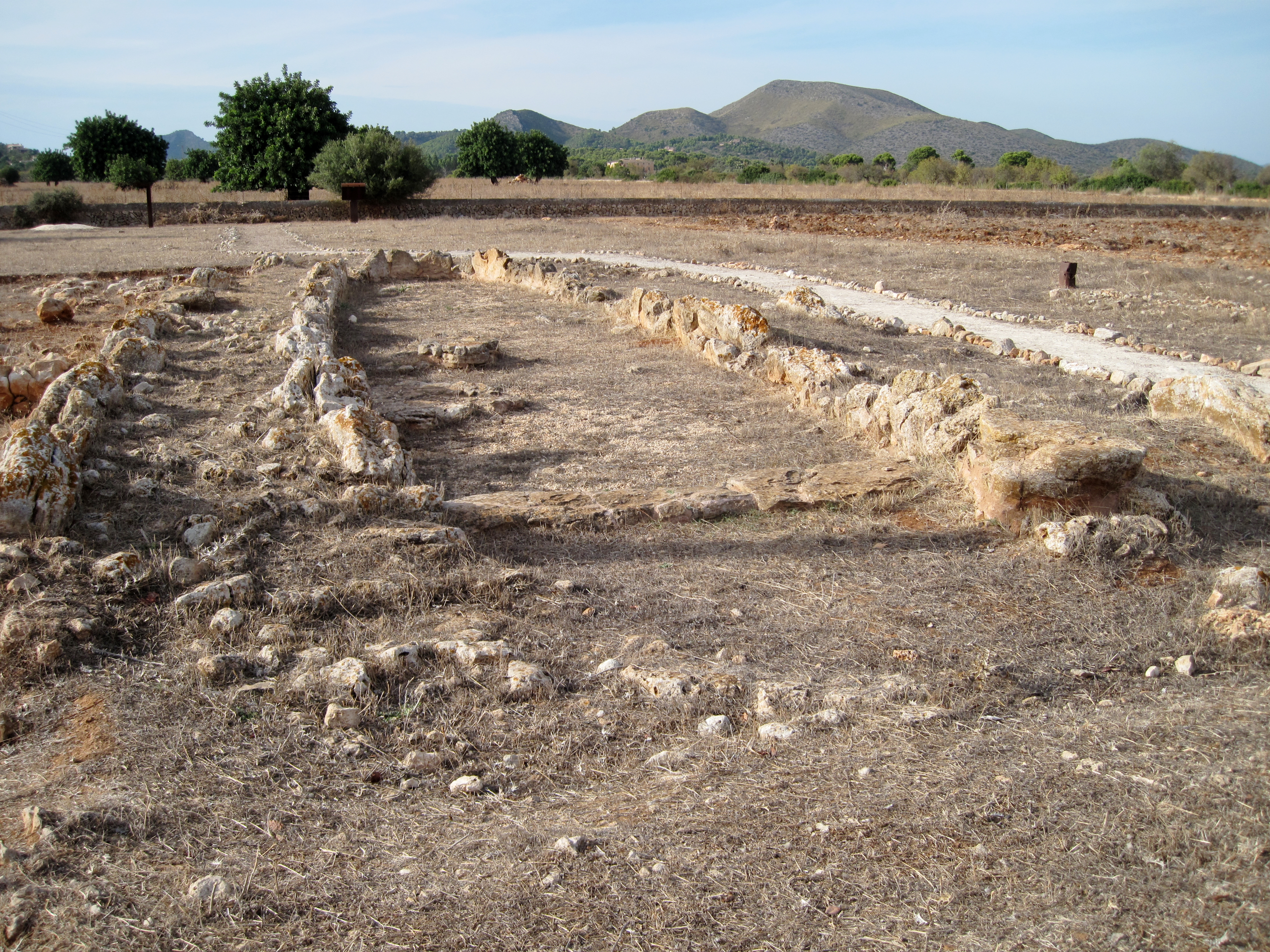
Naviforme in S’Hospitalet Vell, Mallorca

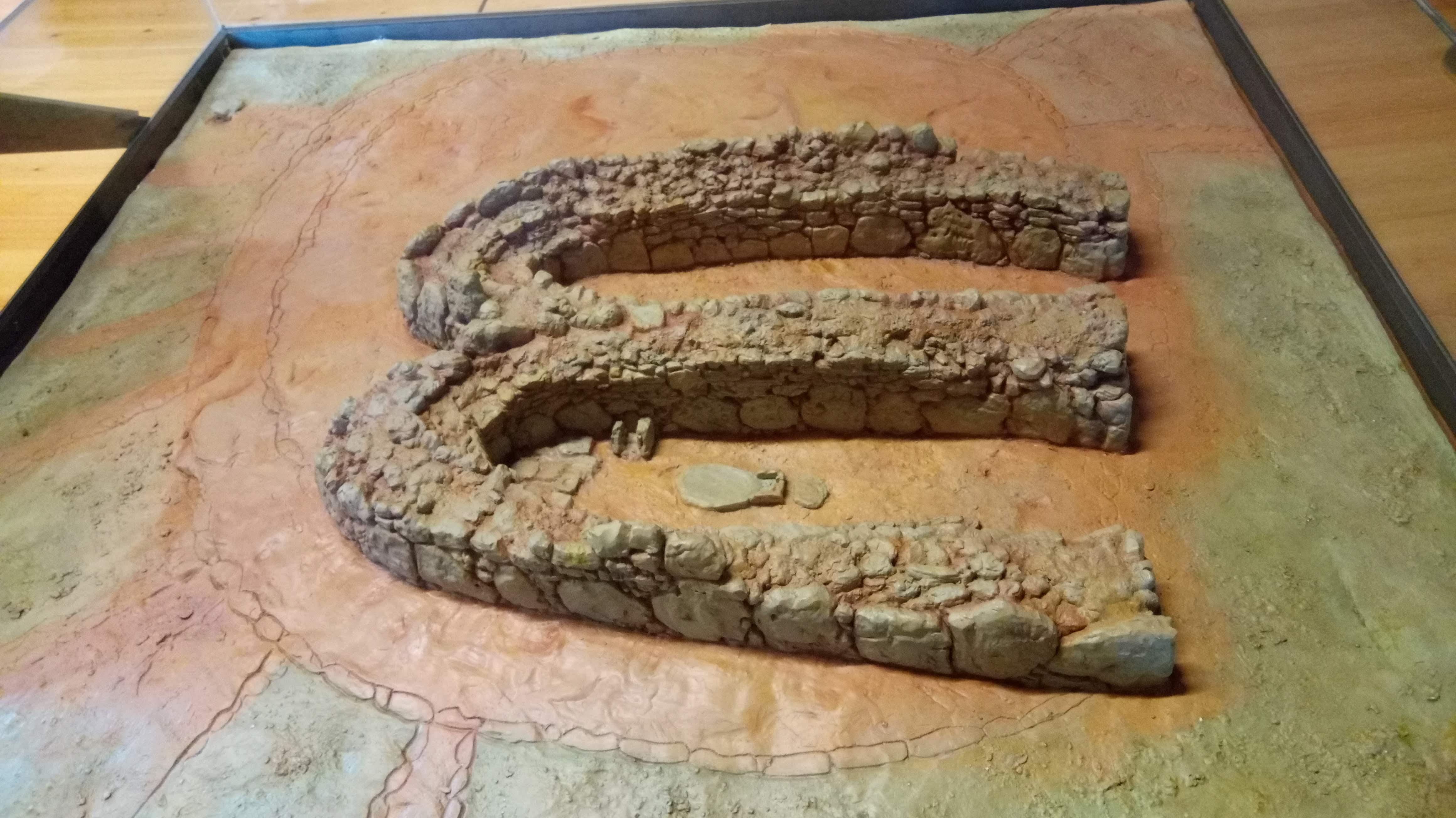
Son Oms Vell, Mallorca

Naviformes sind lang gestreckte Steinhäuser, die an einem Ende eine Apsis aufweisen. Der Eingang befindet sich auf der schmalen gegenüberliegenden Seite. Die Häuser sind doppelwandig, wobei die äußere Wand sorgsam aus großen, unregelmäßig geformten Steinen aufgeschichtet ist. Für die Innenwand wurden deutlich kleinere Steine verwendet. Der Raum zwischen den beiden Wänden ist mit Schutt verfüllt. Die gesamte Wandstärke beträgt oft zwei bis drei Meter. Die Häuser sind gewöhnlich zwischen 12 und 25 Meter lang und 5 bis 7 Meter breit. Die meisten ausgegrabenen Naviformes besitzen einen ungeteilten Innenraum und eine zentral gelegene rechteckige Feuerstelle. Ihre Dächer bestanden gewöhnlich aus einer Struktur aus Ästen, kleinen Steinen und Erde, selten aus Steinplatten, die von polylithischen (mehrsteinigen) Säulen getragen wurden. Naviformes konnten einzeln stehen oder auch gemeinsame Wände aufweisen. Sie bildeten oft kleine Siedlungen aus bis zu 20 Häusern.

## Archäologische Befunde
Die ersten naviformen Wohnhäuser entstanden um 1600 v. Chr., als sich in den Gesellschaften Mallorcas und Menorcas gravierende Entwicklungen vollzogen. Das betrifft eine Weiterentwicklung der Töpferei, veränderte Bestattungsriten und die Errichtung megalithischer Bauwerke. Naviformsiedlungen entstanden in allen Lebensräumen, besonders aber im Flachland, wo der Ackerbau eine zunehmende Bedeutung erlangte. Grabungen förderten in den Häusern Feuerstellen und Steinbänke, Mahlsteine, Keramik, Knochen, Reste von Lebensmitteln und Rückstände metallurgischer Prozesse zu Tage. Während der Bereich am Eingang zum Arbeiten und Kochen diente, lag der Wohnbereich im hinteren Teil des Gebäudes (in der Apsis). Die zentrale Feuerstelle lag dazwischen.

## Geschichte
Im 19. Jahrhundert hielt man alle auf den Balearen gefundenen Gebäude mit hufeisenförmigem Grundriss für Grabbauten und nannte sie Navetas, weil die besterhaltenen Exemplare wie die Naveta des Tudons auf den Kopf gestellten Schiffsrümpfen ähneln. Erst in der zweiten Hälfte des 20. Jahrhunderts stellte sich heraus, dass mit diesem Begriff zwei unterschiedliche Gebäudetypen benannt wurden, sodass man für die Wohnhäuser unter ihnen eine neue Bezeichnung finden musste. Sie wurden kurze Zeit „bewohnte Navetas“, von den Wissenschaftlern aber bald Navetiformes oder moderner Naviformes genannt.

## Fundstätten
Bedeutende Fundstätten von Naviformes sind auf Mallorca Can Roig Nou, Closos de Can Gaià, N’Amer, S’Hospitalet Vell und die Doppelanlage von Son Oms Vell, sowie auf Menorca Son Mercer de Baix, Cala Blanca und Es Coll de Cala Morell.